# Alpine (hrabstwo Mendocino)
Alpine – obszar niemunicypalny w hrabstwie Mendocino, w Kalifornii (Stany Zjednoczone), na wysokości 71 m. Znajduje się około 19 km na północ od Comptche.